# Massimiliano Nocco
* Massimiliano Nocco è un attore, regista sceneggiatore italiano, nasce l'8 settembre 1970 a Carbonia in provincia di Cagliari da una famiglia di origini contadine: dodicesimo di tredici figli, all'età di 18 anni si trasferisce a Firenze dove conclude gli studi. Nel 1998 si diploma al Centro Iniziative Teatrali (C.I.T.) di Campi Bisenzio (FI); dopo aver partecipato come attore a diversi spettacoli teatrali decide di formarsi anche in ambito cinematografico: dal 2000 al 2010 frequenta la "Scuola di Cinema Immagina" di Firenze dove consegue gli attestati di Regia, Recitazione, Riprese, Montaggio e Sceneggiatura cinematografica. A partire dal 2001 realizza diversi cortometraggi sperimentali di cui è regista, attore e sceneggiatore; collabora inoltre a vari progetti cinematografici e teatrali ricoprendo il ruolo di attore, regista e aiuto regista. Nel 2019 gira “Faula”, opera in lingua sarda di ispirazione autobiografica ambientata alla fine degli anni '70 in Sardegna, nel 2020 "Quarantine (ti tengo compagnia)” e nel 2021 "Giocattoli", tutti e tre cortometraggi selezionati e premiati da vari festival cinematografici in tutto il mondo. Nel 2023 realizza   "IL Ladro Di Sorrisi" e nel 2024 “Happy New War ” di cui è anche sceneggiatore.